# エヴァ・メンデス
エヴァ・デ・ラ・カリダッド・メンデス（Eva de la Caridad Méndez, 1974年3月5日 - ）は、アメリカ合衆国の女優。身長168cm。

## 生い立ち
フロリダ州マイアミにて、キューバから移民の両親の間に、4人兄妹の末っ子として生まれる。両親の離婚後、ロサンゼルスで育つ。
カリフォルニア州立大学ノースリッジ校在学中の時にスカウトされてモデルとしてキャリアをスタートする。その後、大学を中退。

## キャリア
1997年にウィル・スミスのミュージック・ビデオに出演したことがきっかけで女優に転身し、演劇コーチのイヴァナ・チャバックのもとで演技の勉強をした。主に端役などが多かったが、2001年公開の『トレーニング デイ』でデンゼル・ワシントンの恋人役や、2003年公開の『ワイルド・スピードX2』でトップスターとなる。
ドラマからコメディまでこなせる女優となり、2004年公開の『最後の恋のはじめ方』ではウィル・スミスの、2007年公開の『ゴーストライダー』及び2009年公開の『バッド・ルーテナント』ではニコラス・ケイジの相手役を務めた。
現在はレブロンのモデルも務めている。Maxim誌やFHM誌などの「セクシーな女性」ランキングの上位にランクインすることが多い。

### 私生活
スペイン語を流暢に話すことができる。2008年1月31日に薬物依存治療のためユタ州のリハビリ施設に入所した。2008年アメリカ合衆国大統領選挙において民主党のバラク・オバマを支持した。
2011年より俳優のライアン・ゴズリングと交際しており、女児2人をもうけている。2016年に結婚した。

## フィルモグラフィ

### 映画
| 年   | 邦題/原題                                                                       | 役名                               | 備考           | 吹き替え                                        |
| ---- | ------------------------------------------------------------------------------- | ---------------------------------- | -------------- | ----------------------------------------------- |
| 1995 | チルドレン・オブ・ザ・コーン5:恐怖の畑 Children of the Corn V: Fields of Terror |                                    | ビデオ作品     |                                                 |
| 1998 | ロクスベリー・ナイト・フィーバー A Night at the Roxbury                         | ブライズメイズ                     |                |                                                 |
| 1999 | ジョージ My Brother the Pig                                                     | マチルダ                           |                |                                                 |
| 2000 | マーシャルアーツ・ガード ディサイプルス The Disciples                           | マリア                             | テレビ映画     |                                                 |
| 2000 | ルール2 Urban Legends: Final Cut                                                | ヴァネッサ                         |                | 落合るみ                                        |
| 2001 | DENGEKI 電撃 Exit Wounds                                                        | トリシュ                           |                | 朴璐美（ソフト版） 斎藤恵理（日本テレビ版）     |
| 2001 | トレーニング デイ Training Day                                                  | サラ                               |                | 浅野まゆみ                                      |
| 2002 | グッドボーイズ All About the Benjamins                                          | ジーナ                             |                |                                                 |
| 2003 | ワイルド・スピードX2 2 Fast 2 Furious                                           | モニカ・フエンテス                 |                | 朴璐美（ソフト版） 山像かおり（日テレビ朝日版） |
| 2003 | レジェンド・オブ・メキシコ/デスペラード Once Upon a Time in Mexico              | アヘドレス                         |                | 朴璐美                                          |
| 2003 | タイムリミット Out of Time                                                      | アレックス・ディアス・ウィトロック |                | 沢海陽子（日本語吹替1） 唐沢潤（日本語吹替2）   |
| 2003 | ふたりにクギづけ Stuck On You                                                   | エイプリル・メルセデス             |                | 杉本ゆう                                        |
| 2005 | 最後の恋のはじめ方 Hitch                                                        | サラ・ミラス                       |                | 瀬戸朝香                                        |
| 2006 | NOセックス、NOライフ! Trust the Man                                             | フェイス                           |                |                                                 |
| 2007 | ゴーストライダー Ghost Rider                                                    | ロクサーヌ・シンプソン             |                | 佐藤あかり                                      |
| 2007 | 無ケーカクの命中男/ノックトアップ Knocked Up                                    | 本人                               | クレジットなし |                                                 |
| 2007 | アンダーカヴァー We Own the Night                                               | アマダ・フアレス                   |                | 東條加那子                                      |
| 2007 | Live!                                                                           | カティ                             | 製作総指揮     |                                                 |
| 2007 | ザ・クリーナー 消された殺人 Cleaner                                             | アン・ノーカット                   |                | 永吉ユカ                                        |
| 2008 | THE WOMEN 明日の私に着替えたら The Women                                        | クリスタル・アレン                 |                | （吹き替え版なし）                              |
| 2008 | ザ・スピリット The Spirit                                                       | サンド・サレフ                     |                | 安藤麻吹                                        |
| 2009 | バッド・ルーテナント Bad Lieutenant: Port of Call New Orleans                   | フランキー・ドネンフィールド       |                | 林真里花                                        |
| 2010 | アザー・ガイズ 俺たち踊るハイパー刑事! The Other Guys                           | シーラ・ギャンブル                 |                | 梶山はる香                                      |
| 2010 | 恋と愛の測り方 Last Night                                                       | ローラ                             |                | （吹き替え版なし）                              |
| 2011 | ワイルド・スピード MEGA MAX Fast Five                                           | モニカ・フエンテス                 | クレジットなし | 日野由利加                                      |
| 2012 | ホーリー・モーターズ Holy Motors                                                | ケイ・M                            |                | （吹き替え版なし）                              |
| 2012 | プレイス・ビヨンド・ザ・パインズ/宿命 The Place Beyond the Pines                | ロミナ                             |                | 朴璐美                                          |
| 2014 | ロスト・リバー Lost River                                                       | キャット                           |                | 浅井晴美                                        |

### テレビシリーズ
| 放映年 | 邦題 原題       | 役名 | 備考        |
| ------ | --------------- | ---- | ----------- |
| 1998   | ER緊急救命室 ER | ドナ | 1エピソード |

### ミュージック・ビデオ
- ウィル・スミス 「Miami」 (1996)
- エアロスミス 「Hole in My Soul」 (1997)